# Ntsikana

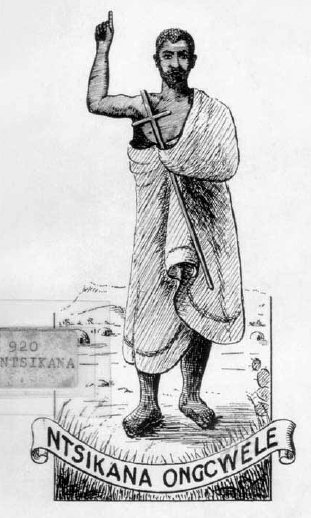
Ntsikana

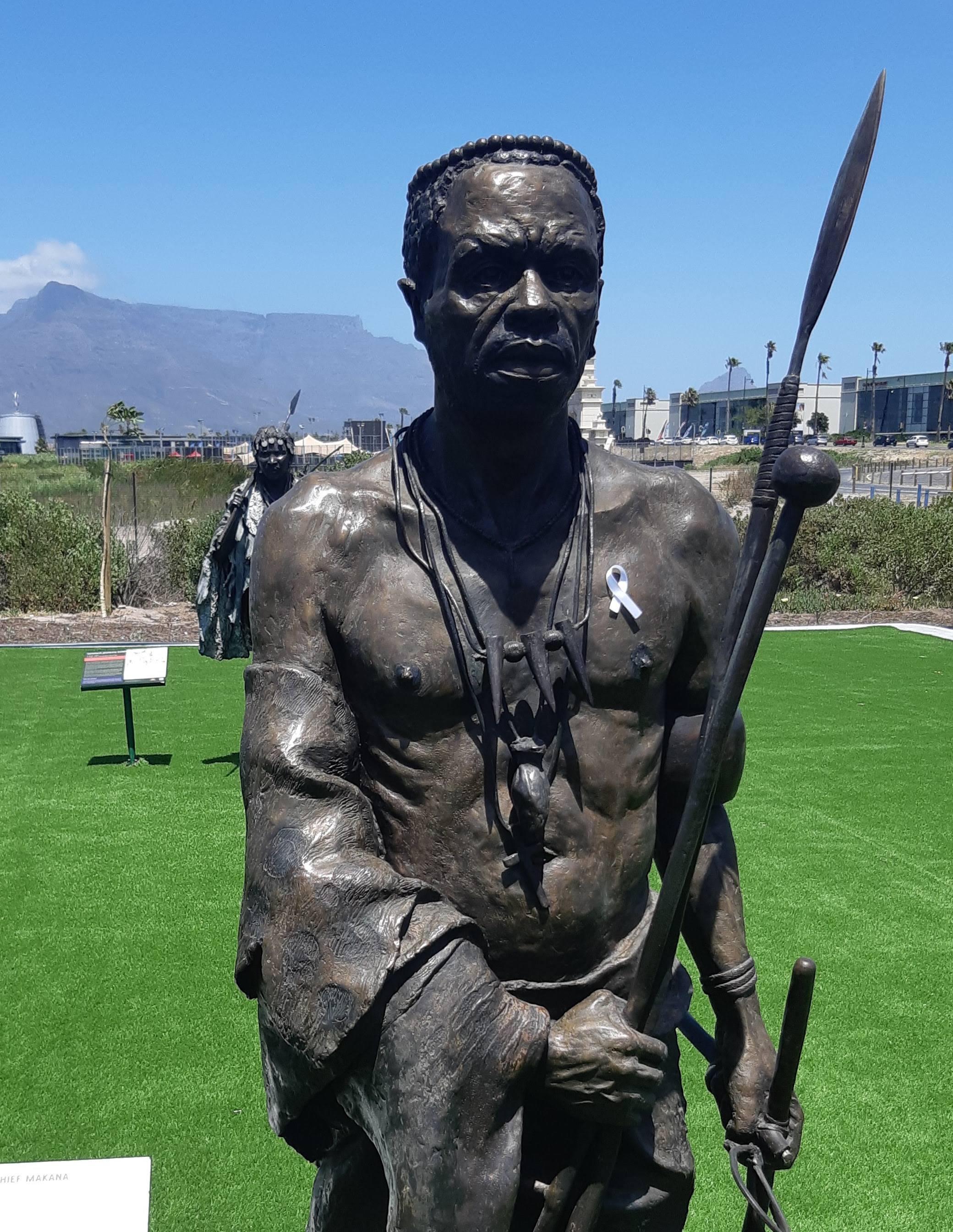
Nxele (Makhanda), Tambo Sculpture Park, Kapstadt

Ntsikana (* um 1780 vermutlich in Qaukeni; † 1821 in Thwatwa, Amathole-Distrikt) war ein Xhosa, der als Charismatiker und religiöser Dichter bekannt war. Er verband in selbständiger Weise christliche Inhalte und Xhosa-Kultur.

## Leben
Ntsikana stammte aus dem Cira-Clan. Sein Vater, Gaba, hatte das erbliche Amt eines Beraters des Herrschers Ngqika (Namensgeber des Xhosa-Clans der Ngqika) und somit eine Vertrauensstellung. Die Mutter, Nonabe, war die Nebenfrau Gabas. Nachdem die Hauptfrau Noyiki sie bezichtigt hatte, Schadenszauber auszuüben, floh sie zu ihrer eigenen Familie nach Qaukeni, und dort kam Ntsikana kurz darauf zur Welt. Er verbrachte seine Kindheit bei der Familie seiner Mutter. Noyiki gebar keinen Sohn. Gaba ließ daraufhin den etwa zwölfjährigen Ntsikana holen; die Hauptfrau adoptierte ihn, und so wurde er Gabas Nachfolger. Seine Jugend verlief in traditionellen Bahnen, er wurde nach dem Brauch der Xhosa beschnitten und heiratete zwei Frauen, Nontsonta und Nomamto. Von den Kindern aus diesen Ehen sind zwei Söhne Kobe und Dukwana namentlich bekannt. Von seinem Vater erbte Ntsikana das Amt des Beraters und gewann eine gewisse Bekanntheit als Sänger und Tänzer. Ntsikana wurde nie getauft, hatte auch keinen christlichen Unterricht, beherrschte keine europäische Sprache, und während die Neuchristen in den Missionsstationen daran kenntlich waren, dass sie europäische Kleidung trugen, bestrich Ntsikana in traditioneller Weise seinen Körper mit rotem Ocker.
In seiner Jugend erlebte Ntsikana die Predigten mehrerer protestantischer Missionare (London Missionary Society), ohne sich aber selbst dem Christentum anzuschließen. Sein öffentliches Wirken begann in der kurzen Friedensphase zwischen dem Vierten und Fünften Grenzkrieg. Durch die Intervention britischer Soldaten im Vierten Grenzkrieg war die Kriegführung wesentlich brutaler geworden; für die Xhosa, die sich in ihren traditionellen Kriegen untereinander darauf konzentrierten, dem Gegner Vieh und Frauen zu rauben, war dies eine traumatisierende Erfahrung.
1815 hatte Ntsikana, der nun in Gqora wohnte, während des Viehhütens eine Lichtvision, die über seinem Lieblingsrind Hulushe erschien und die für Ntsikana charakteristische mystische Beziehung zu Rindern begründete. Er hörte eine Stimme, die zum Gebet aufforderte. Solche Erlebnisse galten als Zeichen für eine Berufung als indoli (Prophet). Erste Konsequenzen waren, dass Ntsikana die rote Körperbemalung abwusch und eine seiner beiden Frauen mit einer Abfindung fortschickte; die innere Stimme oder Geistbesessenheit war gegen die Vielehe.
Ntsikana bot sich zunächst dem mit Ngqika rivalisierenden Ndlambe als Seher an. Dieser hatte aber keine Verwendung für ihn, da er bereits den bekannten Charismatiker Nxele (Makhanda) in seinem Hofstaat hatte. Ngqika nutzte daraufhin die Möglichkeit, Ntsikana in Mankazana als Seher in sein Gefolge aufzunehmen. Der protestantische Missionar Joseph Williams beschrieb, dass Ntsikanas Verkündigung explizit gegen Nxele gerichtet war. Nxele stellte sich selbst als göttliches Wesen und jüngerer Bruder von Jesus Christus dar (was allerdings im Sinn einer Kategorisierung und nicht wörtlich gemeint war); demgegenüber betonte Ntsikana, Gott sei im Himmel und nicht auf Erden. Seine eigene Vision beim Viehhüten interpretierte er als Botschaft des Schöpfergottes, der in der Kosmologie der Xhosa ein fernes Wesen war: den Geistern der Ahnen, die den religiösen Alltag prägten, war Gott überlegen, aber er wurde nur in Krisen wie Krieg, Hunger oder Seuchen angerufen. Sein Name uThixo stammt aus der Sprache der Khoikhoi und wurde von christlichen Missionaren verwendet; Ntsikana übernahm ihn von diesen. Ntsikanas Verkündigung stellte Gebet, Buße und ethisches, friedfertiges Verhalten in den Mittelpunkt. Seine Anhänger bezeichnete er als die „Wehrlosen“, mit einer Metapher: Rinder ohne Hörner. Er kritisierte magische Praktiken sowie das von seinem Konkurrenten Nxele ausgiebig bediente Interesse an spektakulären Wundern. Zu seinen Gottesdiensten rief er beim Morgengrauen mit „Ntsikanas Glocke“ auf, einem Gesang, der ein Äquivalent zum Glockengeläut einer Kirche darstellte. Eine wirkliche Glocke hatte Ntsikana vermutlich nie gehört, wusste aber, dass Missionare vor dem Gottesdienst auf ein Metall schlugen. Nahe Thwatwa wird der „Glockenstein“ (intsimbi) gezeigt, auf den Ntsikana der Überlieferung nach mit einem anderen Stein schlug und so einen glockenartigen Effekt erzielte. Dann ging er mit den Gottesdienstteilnehmern in seine Hütte und sang Lieder, die er selbst gedichtet hatte. Die Kirchenlieder der Missionare sprachen die Xhosa nicht an. Mit Ntsikanas Hymnen wurden christliche (bzw. dem Christentum nahe) Glaubensinhalte erstmals in ihrer eigenen Musik dargeboten. Mit diesen Schöpfungen, die alle nach dem Schema von Call and Response gesungen wurden, erreichte Ntsikana seine größte Wirkung. Am bekanntesten wurde seine Große Hymne (Ulo Thixo omkhulu ngosezulwini, „Er, der große Gott im Himmel“), deren Melodie ein Hochzeitstanz der Xhosa zugrunde liegen soll. Inhaltlich wird Gott darin als Schöpfer der Welt und persönlicher Beschützer gepriesen. Je mehr Nxele sich im weiteren Verlauf anti-missionarisch positionierte, desto mehr näherte sich Ntsikana den Missionaren an und forderte seine Anhänger auf, deren Lehren zu folgen. Gleichwohl war er der westlichen Zivilisation und dem Kolonialismus gegenüber kritisch.
Einerseits wuchs Ntsikanas Reputation als Charismatiker, andererseits scheint seine tatsächliche Anhängerschaft klein geblieben zu sein; insbesondere sein Pazifismus passte nicht zur Politik Ngqikas. Ntsikana bereitete sich 1821 darauf vor, bald zu sterben: er hob selbst sein Grab aus und sandte letzte Botschaften an mehrere Xhosa-Herrscher. Er plante die Einzelheiten seiner Beerdigung, die symbolische Bedeutung hatten, und starb wahrscheinlich im Herbst 1821.

## Nachwirkung
Ntsikanas Anhängerschaft bestand nach Einschätzung von Andrea van Niekerk vor allem aus geflüchteten Khokhoi und Personen, die in der Kolonial- und der Xhosa-Gesellschaft am Rand standen. Der erste ordinierte Pastor der Xhosa, Tiyo Soga, war sein Schüler.
Christliche Xhosa bezogen sich erst seit den späten 1880er Jahren auf Ntsikana als Gründerfigur und bezeichneten ihn als Propheten. Dabei wurde betont, dass Ntsikana nicht von Missionaren bekehrt wurde, sondern eine Vision empfing. John Knox Bokwe verfasste 1914 eine Biografie (Ntsikana: The Story of an African Convert), die Ntsikana in diesem Sinn als afrikanischen Heiligen stilisierte und zeichnete einige Lieder Ntsikanas auf. Die unabhängige Industriearbeiter-Gewerkschaft bezog sich im 20. Jahrhundert auf Ntsikana als Leitfigur eines Xhosa-Nationalismus und missionsunabhängigen Christentums.
Ntsikanas Grab im Tal des Kat River sowie der Glockenstein sind in eine Kulturerbe-Route der Distriktverwaltung von Amathole eingebunden.